# Višnja Stahuljak
Višnja Stahuljak (Zagreb, 10. ožujka 1926. – Zagreb, 3. ožujka 2011.) bila je hrvatska književnica.
Dobitnica ja Nagrade Ksaver Šandor Gjalski 1996. za Sjećanja.

## Djela
Neka od njezinih djela su:
- Potres,
- Čarobnjak,
- Crne trubače,
- Bijeli zec i drugi igrokazi,
- Zlatna vuga,
- Pripovijetke raznolike,
- Mjesec na modrim ljestvama,
- Pepeljara s majmunskom glavom,
- Don od Tromeđe

## Vanjske poveznice
- Vijest o smrti